# Ward Circle

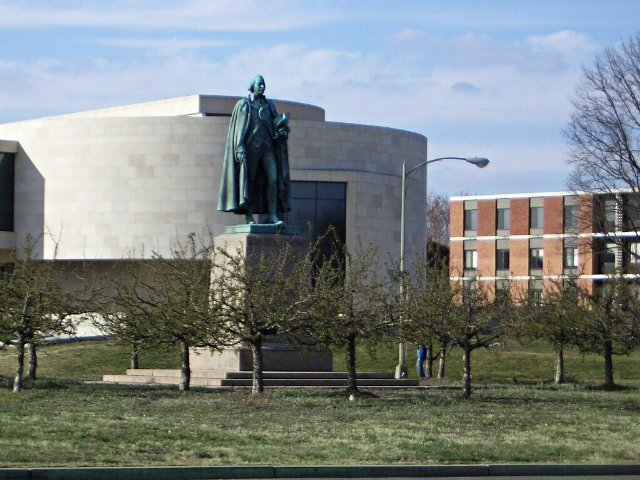
Het standbeeld van Artemas Ward op de Ward Circle

Ward Circle is een rotonde en plein in de Amerikaanse hoofdstad Washington. Het ligt op de kruising van Massachusetts Avenue en Nebraska Avenue in het noordwesten van de stad. Op en rond het plein ligt een plantsoen, Ward Circle Park geheten. Het plein wordt aan drie zijden omringd door gebouwen van de American University. Aan de vierde zijde staat het gebouw van het United States Department of Homeland Security, het ministerie van binnenlandse veiligheid.
Het plein is vernoemd naar Artemas Ward, een generaal in de Amerikaanse Onafhankelijkheidsoorlog. Midden op het plein staat een standbeeld van de generaal. De achterkleinzoon van Artemas Ward gaf meer dan een miljoen dollar aan de Harvard-universiteit, op voorwaarde dat die een standbeeld zou oprichten ter ere van Ward. In tegenstelling tot veel andere standbeelden van generaals in Washington, zit het beeld van Ward niet op een paard, omdat het oorspronkelijke bod van Harvard in 1927 van 50.000 dollar niet voldoende was om de generaal een paard te geven. Het standbeeld werd in 1938 voltooid. De inscriptie op de sokkel luidt: ARTEMAS WARD / 1727–1800 / SON OF MASSACHUSETTS / GRADUATE OF HARVARD COLLEGE / JUDGE AND LEGISLATOR /DELEGATE 1780–1781 TO THE CONTINENTAL CONGRESS / SOLDIER OF THREE WARS / FIRST COMMANDER OF THE PATRIOT FORCES ("Artemas Ward, 1727-1800, zoon van Massachusetts, afgestudeerd aan Harvard College, rechter en wetgever, Afgevaardigde 1780-1781 aan het Continental Congress, soldaat in drie oorlogen, eerste commandant van het Vaderlandse Leger").